# Julius Weismann
Julius Weismann (født 26. december 1879 i Freiburg im Breisgau, død 22. december 1950 i Singen (Hohentwiel), Baden-Württemberg) var en tysk komponist.
Weismann studerede i Tyskland hos Rheinberger og Ludwig Thuille. Han nævnes blandt de betydeligste moderne tyske musikere og har skrevet en lang række værker: han efterlod sig over 150 opusnumre og talrige ikke-nummerede. 6 operaer, 3 symfonier, 3 klaverkoncerter, 4 violinkoncerter, 11 strygekvartetter, klavermusik og omkring 200 lieder.
Stilistisk fulgte Weismann den tyske romantik, især Schumann og Brahms; der er dog også indflydelse fra hans lærer Ludwig Thuille, elementer fra impressionismen, fra Max Reger og især i de sene værker en vending hen imod Bachs kontrapunkt. Trods denne indflydelse udgør Weismanns værk med dets klanglige sanselighed (ty. Klangsinnlichkeit) – der ofte flyder sammen med lakonisk tørhed og aforistisk prægnans – et selvstændigt og betydeligt bidrag til 1900-tallets musik.
Note
1. ↑  Denne vurdering er fra begyndelsen af 1900-tallet hos Salmonsen – resten af opslaget er fra den tyske Wikipedia-artikel